# Miguel Asín Palacios
 Miguel Asín Palacios  (Saragossa, 5 de juliol 1871 - Sant Sebastià, 12 d'agost 1944) va ser un arabista i acadèmic espanyol.

## Biografia
Va cursar les seves primeres lletres i batxillerat en col·legis d'escolapis i jesuïtes. Va estudiar la carrera eclesiàstica i es va doctorar en teologia en el seminari de Saragossa. En 1891 assistia per primera vegada a les classes de Julián Ribera, iniciant així una llarga amistat i col·laboració científica.
En 1895 es va ordenar sacerdot, i pocs mesos després es va traslladar a Madrid per al seu doctorat, que va tenir lloc en 1896; en aquells dies va conèixer Marcelino Menéndez y Pelayo i set anys més tard, el 1903, va guanyar per oposició la Càtedra de Llengua Àrab de la Universitat de Madrid, en la qual va succeir a Francisco Codera Zaidín.
El 1905 va assistir al Congrés Internacional d'Orientalistes d'Alger i el 1908 al de Copenhaguen. Entre 1906 i 1909 va publicar en col·laboració amb Julián Ribera la revista Cultura Española, i aleshores ja gaudia d'un prestigi internacional que li va obrir les portes dels centres científics més prestigiosos d'Espanya i de l'estranger. Va participar en la fundació del Centre d'Estudis Històrics (1910). El 1912 ingressava en la Reial Acadèmia de Ciències Morals i Polítiques, el 1919 en la de la Llengua i el 1924 en la de Historia.
Una de les seves obres clau, La Escatología musulmana en la Divina Comedia (Madrid, 1919) discurs d'ingrés en la Reial Acadèmia Espanyola, defensava la hipòtesi que l'escriptor florentí es va servir dels textos de Ibn al-Arabi per compondre la seva coneguda obra. Des del seu posterior ingrés en l'Acadèmia de la Història, va aprofundir en la figura de l'escriptor Ibn Hazm, que va culminar en el llibre Abenhazan de Córdoba y su historia crítica de las ideas religiosas (Madrid, 1927-1932). També va ser traductor, editor i estudiós de l'andalusí Avempace, filòsof del segle xi originari de la Taifa de Saragossa.
El 1931 va publicar El Islam cristianizado, on va estudiar la relació entre el sufisme i l'ascetisme cristià fins al segle xvi. Propulsà els estudis aràbics des de la seva càtedra i des de la revista que va fundar el 1933, Al-Andalus. Va publicar, a més, en la Revista de Aragón. El 1939 era nomenat Vicepresident del Consell Superior d'Investigacions Científiques, i el seu l'Institut d'Estudis Àrabs porta el seu nom.
Va ser també membre de nombroses societats científiques estrangeres: de la Hispanic Society of America, de la Koninkrijke Akademia van Watenschappen de Ámsterdam, de The Medieval Academy of America, del Comité International d'Histoire des Sciences, de la Royal Asiatic Society de Londres, de la Société Asiatique de París i de l'Acadèmia Àrab de Damasc. Va ser sumiller de cortina d'Alfons XIII i membre de la Junta Constructora de la Ciutat Universitària de Madrid. A la seva mort el seu arxiu i biblioteca, que incorporava els rics llegats dels arxius de Francisco Codera i de Julián Ribera, van passar a engrossir els fons de la Biblioteca de la UNED.

## Labor
La seva obra d'erudit s'ha centrat a trobar les relacions mútues que van lligar la cultura cristiana i la islàmica i a exhumar textos amb prou feines coneguts, sentint un especial interès en aquest sentit per la filosofia islàmica. La seva producció, fora dels estudis estrictament filològics, es va vertebrar en quatre direccions:
1. exhumació de textos hispanoàrabs i confrontació dels seus continguts amb l'obra dels grans pensadors islàmics orientals per constatar les seves relacions;
2. influx de l'espiritualitat cristiana en el pensament sufí;
3. aportació de la filosofia aràbiga al Renaixement de l'Escolàstica cristiana del segle xiii
4. precedents islàmics en la gran florida mística hispà del segle xvi.

Les seves obres principals són Averroísmo teológico en Santo Tomás de Aquino (1904); La escatología musulmana en la Divina Comedia (1919), llibre molt important que descobreix les fonts sufís utilitzades per Dante Alighieri; El Islam cristianizado (1931), on desvetlla l'ascendència cristiana de la mística de Ibn al-Arabi, Ibn Massarra i Ibn Tufayl; La espiritualidad de Algazel y su sentido cristiano (1934), on es demostra l'ascendència cristiana de la teologia d'Al-Ghazali (Algacel o Algazel). Com a lingüista i lexicògraf, és molt important el seu Glosario de voces romances registradas por un botánico hispano-musulmán (siglos XI-XII).

## Política
Procurador en Corts designat pel Cap de l'Estat durant la I Legislatura de les Corts Espanyoles (1943-1946), segons l'Apartat i), article 2º de la Llei de Creació de les Corts Espanyoles de 17 de juliol de 1942. Va ocupar l'escó fins a la seva mort l'agost de 1944.

## Obres
- Lecciones de historia de la filosofía adaptadas al programa de dicha asignatura... Zaragoza, 1899.
- Mohidin, escritor musulmán del siglo XII, natural de Murcia. Madrid: V. Suárez, 1899. 40 p.
- El filósofo zaragozano Avempace. Zaragoza: Comas Hnos., 1900-1901.
- Algazel: Dogmática, moral, ascética. Prólogo de Marcelino Menéndez Pelayo. Zaragoza: Comas Hnos., 1901.
- El filósofo autodidacto. Zaragoza: Comas Hnos., 1901.
- Description d'un manuscrit arabechrétien de la bibliothèque de M. Codera (le poete Isa EI-Hazar). París: [s.n.], 1906.
- La psicología según Mohidin Abenarabi. París: Ernest Leroux, 1906.
- La indiferencia religiosa en la España musulmana según Abenhazam, historiador de las religiones y de las sectas. Madrid: [s.n.], 1907, (Impr. Ibérica),
- La polémica anticristiana de Mohamed el Caisi. New York: Protat Freres, 1909.
- Un tratado morisco de polémica contra los judíos. París: A. Burdin, 1909. 24 p.
- Un faqih siciliano, contradictor de Al Gazzdli (Abu Abd Alldh de Mazara). Palermo: [s.n.], 1910, (Stabilimento Tipografico Virzi).
- Manuscritos árabes y aljamiados de la Biblioteca de la Junta. Noticia y extractos por los alumnos de la Sección Árabe bajo la dirección de J. Ribera y Asín. Madrid: [s.n.], 1912 (Impr. Ibérica).
- Noticia de los manuscritos árabes del Sacro-Monte de Granada. Granada: [s.n.], 1912 (Impr. El Defensor de Granada).
- Abenmasarra y su escuela: Orígenes de la filosofía hispano-musulmana. Discurso leído en el acto de su recepción en la Real Academia de Ciencias Morales y Políticas por don Miguel Asín *Palacios y contestación del Excmo. Señor don Eduardo Sanz y Escartín el día 29 de marzo de 1914. Madrid: [s.n.], 1914, (Impr. Ibérica).
- El original árabe de La disputa del asno contra Fr. Anselmo Turmeda. Madrid: Suc. Hernando, 1914.
- L'enseignement de l'arabe en Espagne. Alger: Adolphe Jourdan, 1914.
- Introducción al Arte de la Lógica por Abentomlús de Alcira. Madrid: [s.n.], 1916 (Impr. Ibérica).
- Logia et agrapha Domini Iesu apud moslemicos scriptores, asceticos praesertim, usitate, Collegit vertit, notas intruxit... Paris: Diderot, 1916.
- Los caracteres y la conducta: Tratado de moral práctica por Abenhazám de Córdoba. Madrid : Centro de Estudios Históricos, 1916.
- La escatología musulmana en «La Divina Comedia»: Discurso leído en el acto de recepción de la Real Academia Española y contestación de don Julián Ribera Tarragó el día 26 de enero de 1919. Madrid: [s.n.], 1919, (Impr. Maestre).
- Une introduction musulmane a la vie spirituelle... Toulouse: [s.n.], 1923. 41 p.
- El cordobés Abenhazam, primer historiador de las ideas religiosas: Discurso leído ante la Real Academia de la Historia en la recepción pública del señor D. Miguel Asín Palacios el día 18 de mayo de 1924 con el discurso de contestación de don Julián Ribera Tarragó. Madrid: [s.n.], 1924 (Impr. Mestre)
- El origen árabe de la novela aljamiada «El baño de Zarieb». Madrid: Centro de Estudios Históricos, 1924.
- La escatología musulmana en «La Divina Comedia»: Discurso leído en el acto de recepción de la Real Academia Española y contestación de don Julián Ribera Tarragó el día 26 de enero de 1919. Madrid: Rev. Archivos, 1924.
- La influence musulmane dans la Divine Comedia. Histoire et critique d'une polemique. Nogent Le Retrou: [s.n.], 1924.
- Un compendio musulmán de pedagogía: El libro de la introducción a las ciencias de Algacel. Universidad, 1924, 1, p. 3-19.
- El místico murciano Abenarabi. (Monografías y documentos). l. Autobiografía cronológica. Madrid: [s.n.], 1925 (Tip. de la Revista de Archivos).
- Islam and the Divine Comedy. London: H. Watson, 1926.
- Abenházam de Córdoba y su historia crítica de las ideas religiosas. Madrid: Real Academia de la Historia, 1927-1932. 5 v.
- Dante y el Islam. Madrid: Edit. Voluntad, 1927.
- Introducción a «Disertaciones y Opúsculos» de Julián Ribera y Tarragó. Madrid: E. Mestre, 1928. Vol. I, p. XV + CXVI.
- El justo medio de la creencia. Compendio de Teología dogmática de Algazel. Traducción española. Madrid: Mestre, 1929.
- El libro de los animales de Chaid. Madrid: Saez Hnos., 1930.
- La theologie dogmatique d'Abenhazam de Cordoue. Revue des Sciences philosophiques et theologiques, 1930, janvier, p. 51-62.
- Un aspecto inexplorado de los orígenes de la Teología escolástica. París, Vrin, Ulle: S.I.L.I.C., 1930. 11 p. Separata de Melanges Mandonnet, 1930, 2, p. 655–661.
- De la Mystique d'Abenarabi. Les états, les demeures et les charismes. Toulouse: [s.n.], 1931.
- El Islam Cristianizado Estudio del «Sufismo» a través de la obra de Abenarabi de Murcia. Madrid: Plutarco, 1931.
- El místico Abulabas Benalarif de Almería y su «Mahasin Al Machalis». Madrid: Saez Hnos., 1931. *Muhammad ibn Al Arabi. Vidas de Santones andaluces. La «Epístola de la Santidad» de Ibn Arabi de Murcia. Madrid: Mestre, 1933.
- Un precursor hispanomusulmán de San Juan de la Cruz. Al-Andalus, 1933, 1, p. 7-79.
- La espiritualidad de Algazel y su sentido cristiano. Madrid: Impr. Mestre, 1934-1941. 4 v.
- Un códice inexplorado del cordobés Ibn Hazm. Al-Andalus, 1934, 1, p. 1-56.
- Contribución a la toponimia árabe de España. Madrid: C.S.I.C., 1940.
- Huellas del Islam. Santo Tomás de Aquino, Turmeda, Pascal, San Juan de la Cruz. Madrid: Espasa Calpe, 1941.
- La escatología musulmana en «La Divina Comedia»: Discurso leído en el acto de recepción de la Real Academia Española y contestación de don Julián Ribera Tarragó el día 26 de enero de 1919. 3ª ed. Madrid: C.S.I.C., 1943. 616 p. Seguida de la «Historia y Crítica de una polémica».
- La «Carta de Adiós» de Avempace. Al-Andalus, 1943, 8, p. 1-87.
- Contribución a la toponimia árabe de España. 2ª ed. [S.l.: s.n.], 1944.
- Obras escogidas. Madrid: Editorial C.S.I.C., 1946-1948, 3 v.
- Crestomatía de árabe literal con glosario y elementos de gramática. Madrid: [s.n.], 1939 ([Lit. Fernández]).